# Papa Stefano IV
Stefano IV o V secondo una diversa numerazione (Roma, 770 circa – Roma, 24 gennaio 817) è stato il 97º papa della Chiesa cattolica dal 22 giugno 816 fino alla sua morte.

## Biografia
Di nobile famiglia romana, figlio di Marino, diacono, succedette a papa Leone III e fu consacrato il 22 giugno 816, dopo soli dieci giorni dalla morte del predecessore. Era stato nominato cardinale diacono nell'815 da papa Leone III.

### Il pontificato
Stefano IV fu un continuatore delle politiche del predecessore. Immediatamente dopo la consacrazione comunicò la sua elezione all'imperatore Ludovico il Pio (814-840), col quale si scusò, tramite ambasciatori, per la fretta con cui era avvenuta la cerimonia d'insediamento, dovuta alle particolari tensioni esistenti nel popolo romano, diviso tra fazioni sempre in contrasto. L'imperatore comprese e accettò di buon grado la proposta del papa d'incontrarlo.
In settembre Stefano intraprese il viaggio. Fu accolto a Reims con tutti gli onori e dai colloqui che seguirono ottenne la conferma dei privilegi e delle immunità della Chiesa e alcune concessioni (la liberazione di alcuni personaggi romani esiliati) utili per ammorbidire certe posizioni delle fazioni romane anti-franche. Ma l'avvenimento principale fu l'incoronazione di Ludovico il Pio e della moglie Ermengarda. In realtà Ludovico era stato incoronato imperatore già tre anni prima dal padre Carlo Magno, ma in questo caso Stefano usò la corona (vera o presunta tale) di Costantino, a simboleggiare la continuità con l'impero romano e soprattutto somministrò all'imperatore l'unzione, che faceva di Ludovico il "secondo Davide", difensore della Chiesa, e un "atleta di Cristo" a difesa e protezione della sede di San Pietro, che è la fonte della Chiesa universale: due simbologie assenti nell'incoronazione di Carlo Magno ad opera di Leone III e che indicavano una differenza netta tra imperatore d'Oriente e imperatore d'Occidente. Mentre il primo riceveva la sovranità per discendenza diretta dagli antichi imperatori romani, il secondo era tale per la grazia divina del sacramento somministrato, ottenuta con la mediazione del Vicario di Cristo in terra, che lo rendeva "figlio prediletto della Chiesa".
In ottobre Stefano tornò a Roma, dove morì dopo soli tre mesi, il 24 gennaio 817. Non risultano cardinali da lui nominati.
La sua famiglia diede alla Chiesa altri due Papi: Sergio II (844-847) e Adriano II (867-872).